# Південна Мармарощина

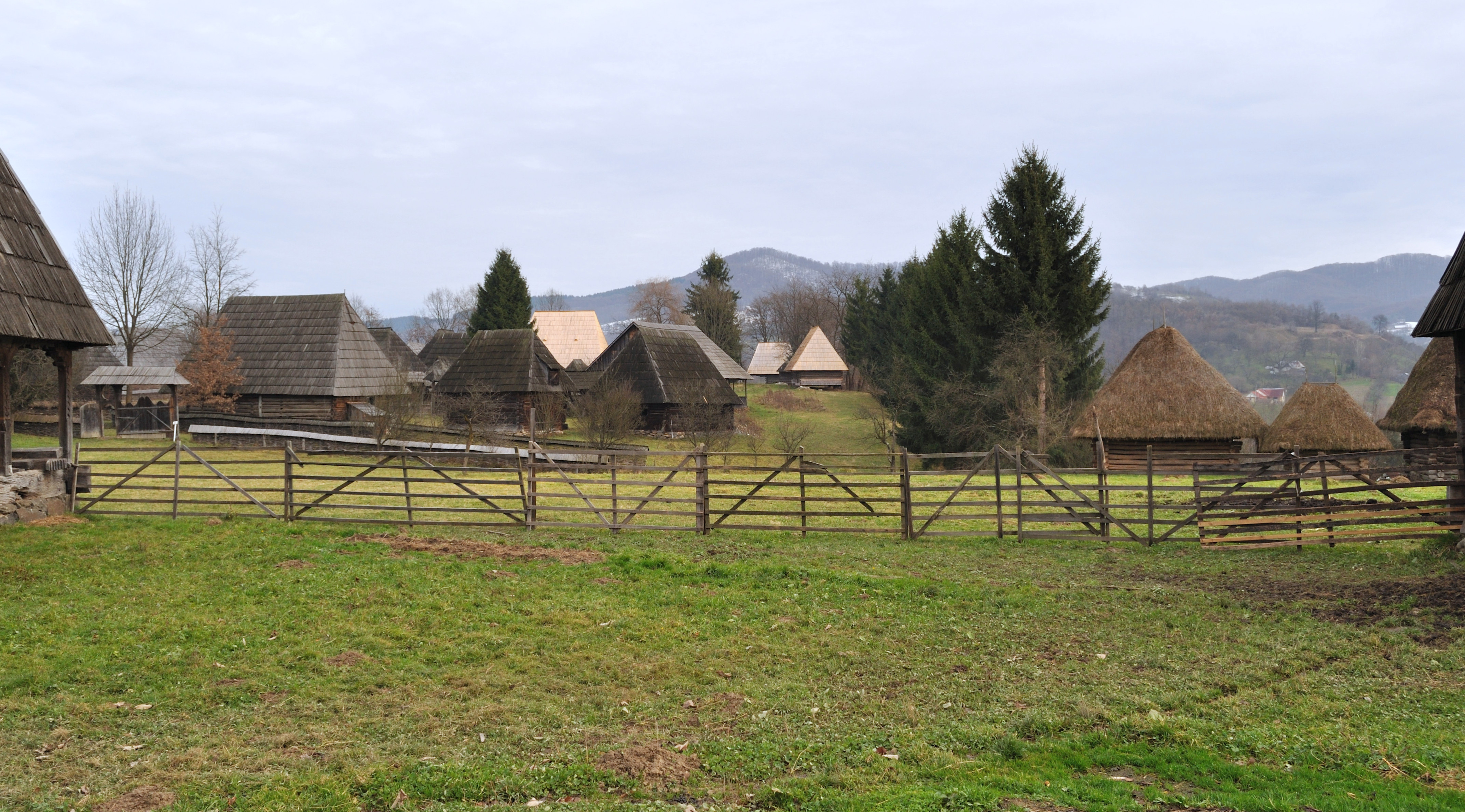
Етнографічний музей у Мармарош-Сигіт

Півде́нна Мармаро́щина (Південний Мармарош) — територія в закарпатській Румунії. Історичний центр — місто Мармарош-Сигіт. В історико-етнографічному плані належить до регіону Закарпаття. До Закарпатської області України належить Північна Мармарощина.
У 1919, після відділення Закарпаття від Угорщини, створено з основної частини Закарпаття окрему автономію в межах Чехословаччини, т. зв. «Підкарпатську Русь» або «Карпатську Україну»; невелику частину Закарпаття, на південь від Тиси і в басейні р. Вишевої (Мармарощина), приділено до Румунії. Станом на 1930-й рік українська Південна Мармарощина у Румунії мала територію в 700 км², а серед 26 тис. місцевого населення українців було 17 тис., або 65,4 %.
Попри довгі роки румунізації на території Південної Мармарощини досі зберігається українська мова і в місті Мармарош-Сигіт діє український ліцей, а більшість сучасних українців Румунії живе саме у Південній Мармарощині — 31 234 особи за переписом 2011 р., або 60,4 % від загальної кількості українців Румунії.

## Походження назви краю

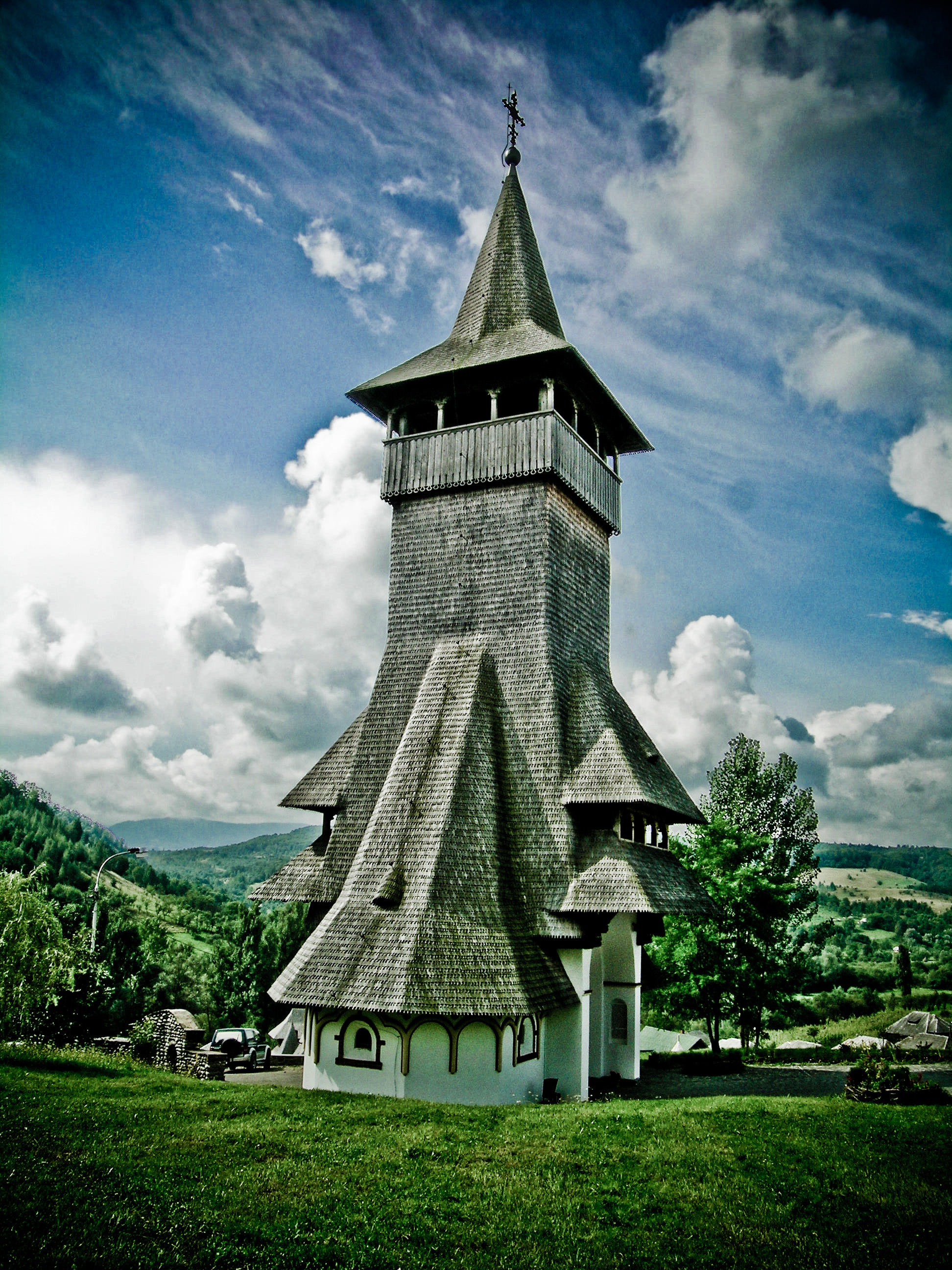
Дерев'яна церква Південної Мармарощини.

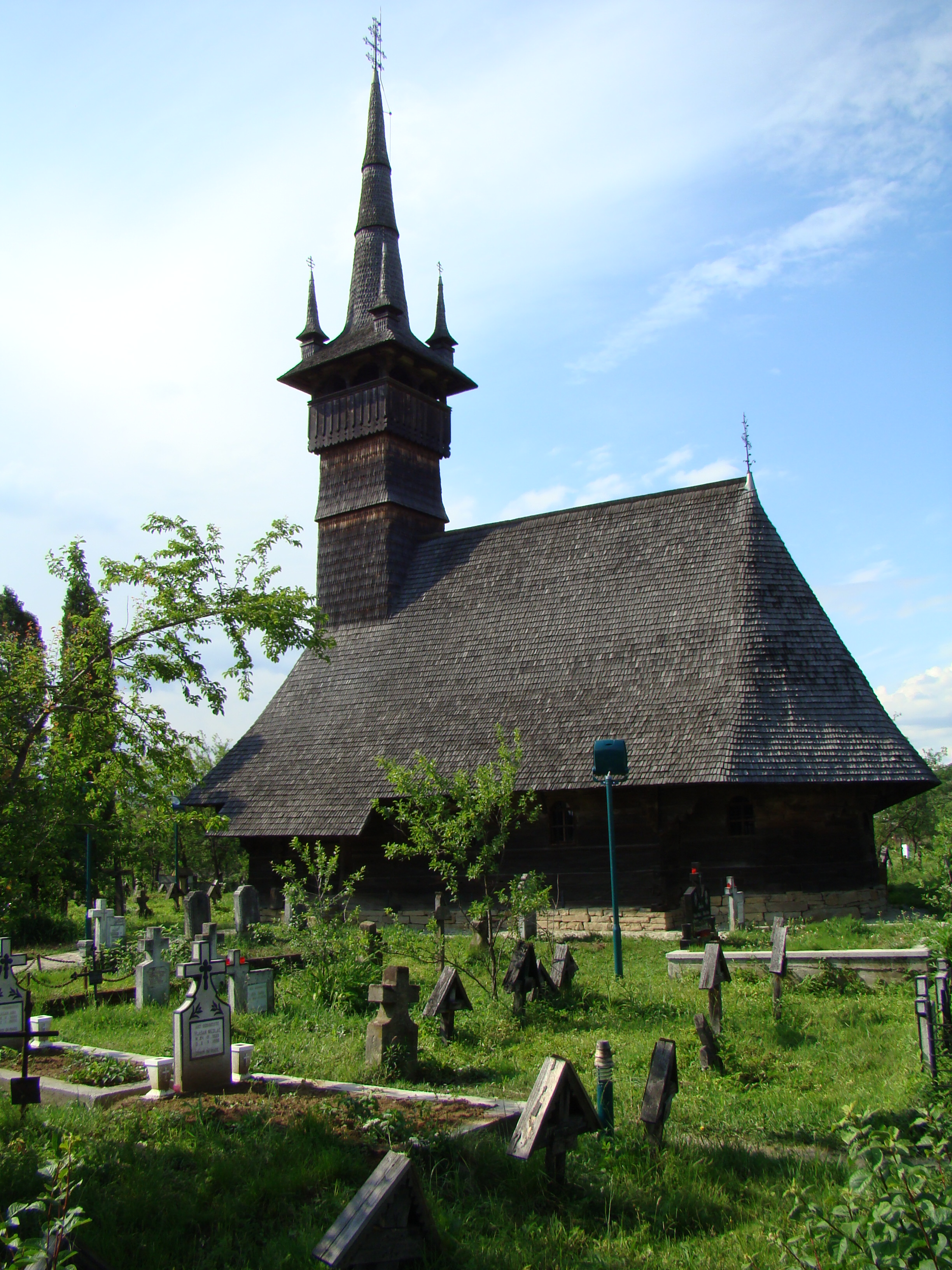
Архангельська церква у селі Рогоза.

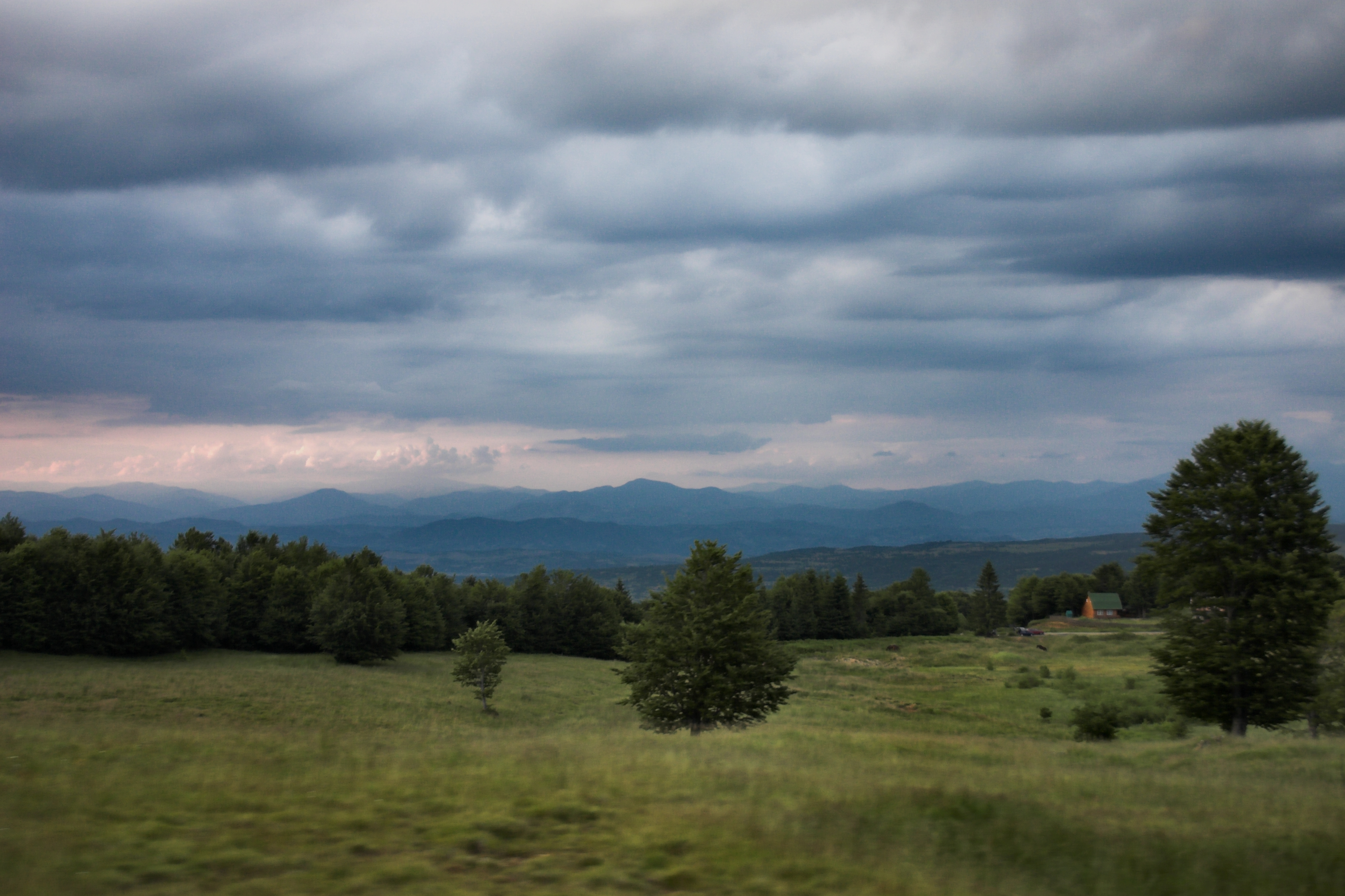
Південна Мармарощина.

За твердженнями деяких дослідників, назва Мармарощина має слов'янське коріння, і в праслов'янській мові мала значення *mor'e mьrъše (вмерле море), що пов'язане зі значним підтопленням цієї території у старі часи.

## Адміністративно-державні утворення на теренах Південної Мармарощини

### У добуКиївської Русі
- Галицько-Волинське князівство — до складу князівства за часів Льва Даниловича і Юрія Львовича належав невеликий окраєць Південної Мармарощини.

### У складіУгорського королівства
- Мармароська жупа

### В епохуВизвольних Змагань
- Західноукраїнська Народна Республіка — формально.
- Гуцульська Республіка. 16 січня 1919 р. війська Гуцульської республіки, що були підсилені загоном Української Галицької армії, звільнили від угорських військ місто Мармарош-Сигіт, але вже 18 січня змушені були покинути місто під тиском румунських військ.
- Руська Країна — до складу Руської Країни увійшла цілком Мармароська жупа, з її столицею Сиготом.
- Центральна Руська Народна Рада. Була створена в травні 1919 р., в результаті об'єднання Сигітської народної ради з іншими українськими радами Закарпаття і Пряшівщини[3].

### У складіРумунії
- Мармароський повіт
- Сатмарський повіт

## Відомі українці, пов'язані з Південною Мармарощиною

### Народилися в Південній Мармарощині
- Глюк Гаврило Мартинович (1912, Мармарош-Сигіт, Мармароська жупа, Угорське королівство, Австро-Угорщина — 1983) — український художник.

- Арделян Іван (1942, Кричунів, Північна Трансільванія, Угорське королівство) — український поет, автор збірок «Дорога», «На зустріч вікнам», «За порогами неба», «Сріблисті думи», «Іржаві сліди».

- Паращинець Юрій (1942, Ремета, Північна Трансільванія, Угорське королівство) — український поет-пісняр, автор праці «Із чистих джерел народної пісні».

- Небиляк Михайло (1949, Вишня Рівня, Сатмарський повіт, Румунія — 2003) — український письменник, автор збірки «Криниця моїх очей», романів «Лорана», «Любов до ближнього».

- Корсюк Микола Миколайович (1950, Луг над Тисою, Сатмарський повіт, Румунія — 2020) — український поет, прозаїк, учений. Член Національної спілки письменників України, автор поетичних збірок «Нащадки сонця», «Ворота», «Монолог дерева»; збірок прозових творів «Роздоріжжя», «Сюжет для новели», «Чужий біль».

- Романюк Павло (1953, Вишня Рівня, область Бая-Маре, Румунія) — український поет, прозаїк, автор поетичних збірок «Замок перелітних птахів», «Непорочність мовчання», «Спектри», «Неспокій плинності», роману «Неповернення». Живе у рідному селі.

### Пов'язані з Південною Мармарощиною життям та працею
- Пинтя Хоробрий (1670—1703) — ватажок загону опришків румунського походження, «мармароський Робін Гуд». Оспіваний у румунському й українському фольклорі. У старовинній дерев'яній церкві села Будешті досі зберігають сорочку, кольчугу та шолом Пинті Хороброго.

## Етнічна карта Румунії за результатами перепису 2011 року
|                                                               |
| Населені українцями райони позначені світло-зеленим кольором. |